# Stapleton International Airport
Stapleton International Airport er en tidligere lufthavn i Denver i staten Colorado, USA.
Den blev grundlagt i 1925 og lukkede i 1995, efter opførelsen af lufthavnen Denver International Airport.
Stapleton omdannes nu (2001 – 2008) til naturpark og beboelsesområder for omkring 30.000 beboere i 12.000 boliger (lejligheder og en-families huse).